# Evangelische Kirche Sossenheim
Die Evangelische Kirche Sossenheim im gleichnamigen Frankfurter Stadtteil Sossenheim ist ein Kulturdenkmal von 1898 im Stil des Historismus.

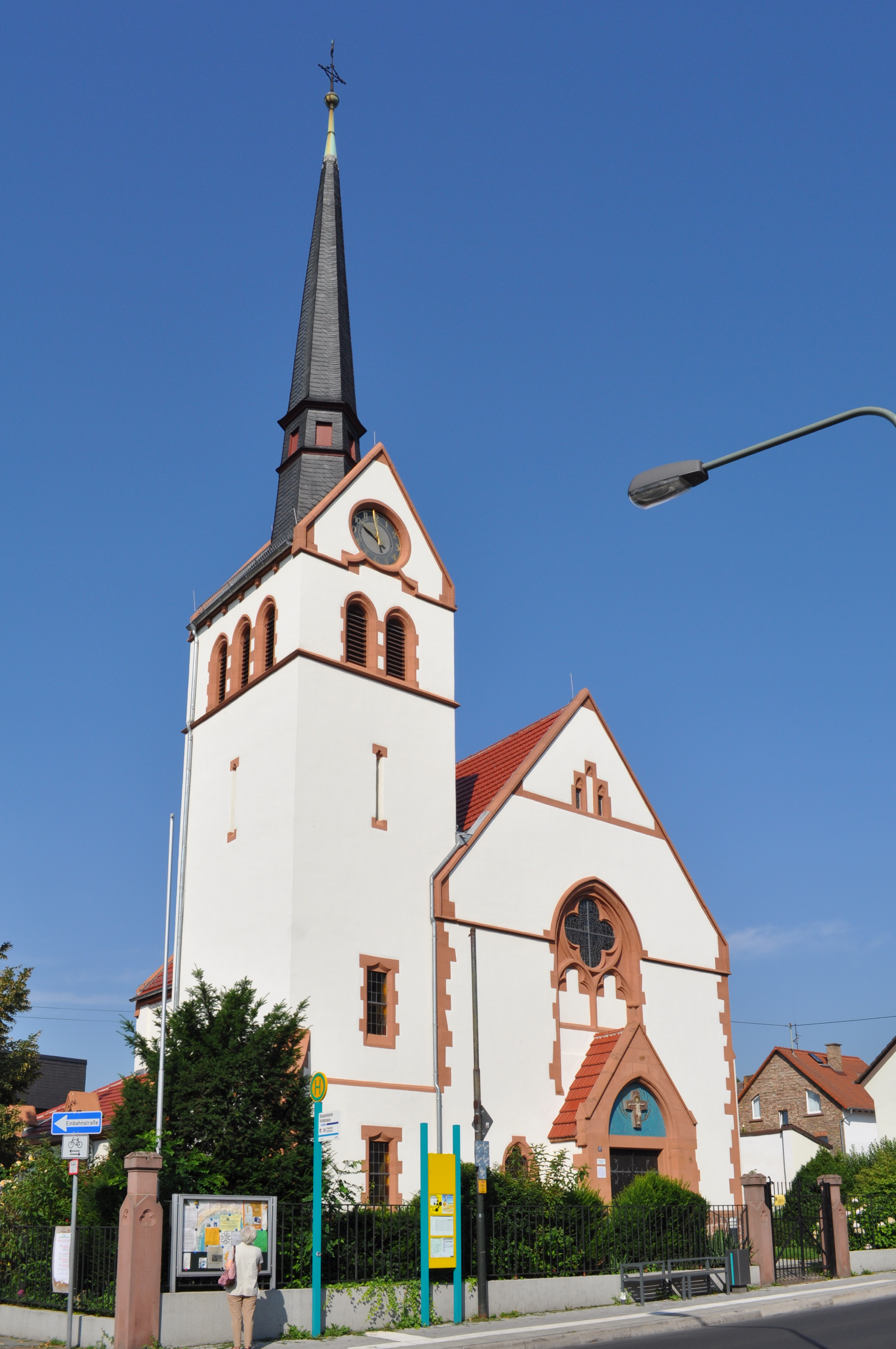
Südostansicht

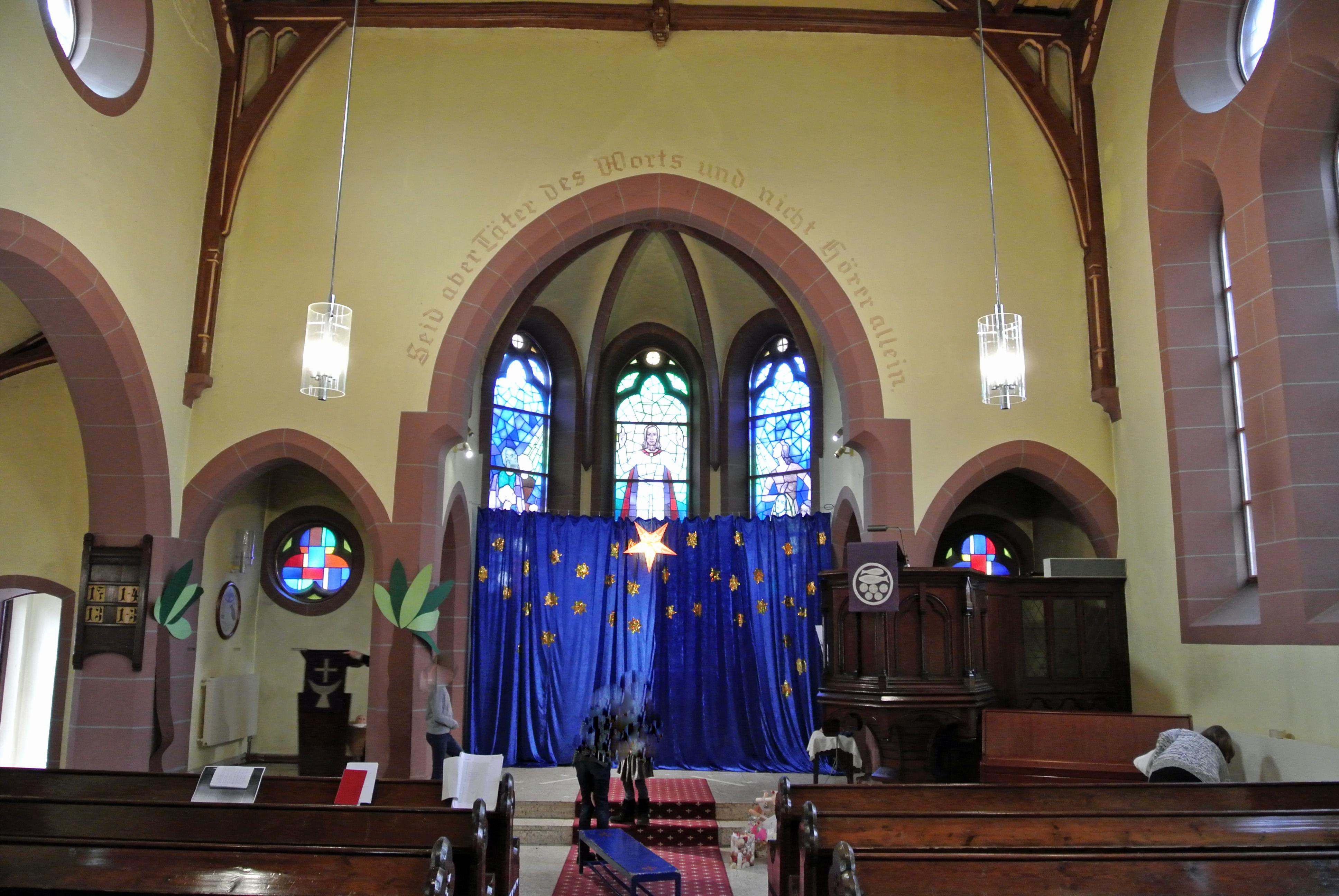
Innenraum

## Geschichte
Das Dorf Sossenheim wurde im Jahr 1218 erstmals urkundlich erwähnt. Viele Jahrhunderte gehörte es zum katholischen Kurmainz, ehe es 1803 an das Fürstentum Nassau-Usingen, ab 1806 Herzogtum Nassau, fiel. Der erste evangelische Christ ließ sich 1848 in Sossenheim nieder. Zunächst wurden die Evangelischen vom benachbarten Nied aus betreut. Im kirchlich liberalen Nassau wurde in Nied 1828 die Christuskirche als Simultankirche errichtet, sodass über ein halbes Jahrhundert die evangelischen Sossenheimer mit den Evangelischen in Nied Gottesdienst feierten, und dasselbe Kirchengebäude auch von den Katholiken in Nied genutzt wurde. 1890 wurde in Sossenheim ein Evangelischer Männer- und Jünglingsverein gegründet, um die Gemeinschaft der evangelischen Christen zu fördern. Zu dieser Zeit gab es 230, im Jahr 1900 bereits 666 und 1911 dann 1177 evangelische Gemeindemitglieder.
Der Bevölkerungszuwachs veranlasste den Bau der Kirche. Sie wurde hauptsächlich mit Mitteln des Gustav-Adolf-Vereins errichtet. Die Grundsteinlegung war am 20. Juni 1897, und im Sommer 1898 wurde das Gotteshaus eingeweiht.
Im Jahr 1904 wurde Sossenheim eine eigenständige Kirchengemeinde. Das Gemeindehaus wurde 1953 westlich anschließend errichtet. Zwischen 1966 und 1998 gab es zwei evangelische Gemeinden, die Tiberiasgemeinde im Osten und die Dunantgemeinde im Westen Sossenheims. 1998 wurden beide Gemeinden zur Regenbogengemeinde zusammengeschlossen. Der Name soll an die biblische Geschichte der Sintflut erinnern. Die Evangelische Regenbogengemeinde Sossenheim gehört zur Evangelischen Kirche in Hessen und Nassau.

## Architektur
Die Evangelische Kirche liegt nördlich der historischen Ortsmitte in der Siegener Straße. Es ist das Werk des Architekten Ludwig Hofmann aus Herborn. Der Turm befindet sich an der Kreuzung zur Westerwaldstraße und prägt das Ortsbild. Die nach Westen ausgerichtete Kirche ist etwa 17 Meter lang und 13 Meter breit. Der Eingang befindet sich im Osten. Die Saalkirche hat im Süden ein niedriges Seitenschiff und im Westen einen Chor mit Fünfachtelschluss. Der seitlich angebaute Turm hat ein schiefergedecktes Satteldach, das von einem Dachreiter mit Spitzhelm bekrönt wird. Der hell verputzte Bau ist durch neogotische und neoromanische Stilelemente aus rotbraunem Sandstein gestaltet. Die Giebelwand ziert eine Fensterrose, der obere Turmschaft ist mit Rundbogenfenstern gestaltet und die Außenwand des Seitenschiffes ist mit Strebepfeilern gegliedert. Das steil geneigte Satteldach ist mit roten Ziegeln gedeckt.
Im Innenraum wechseln sich ebenfalls verputzte Wände und Bauelemente aus Sandstein ab. Das Seitenschiff grenzt mit einer Rundbogenarkade an den Hauptraum und ein Triumphbogen markiert den Übergang zum Chorraum. Das Hauptschiff ist mit einer tonnenartig geformten Holzdecke überwölbt. Zwei Bankblöcke sind auf den Altar gerichtet. An der rechten Seite befindet sich die Kanzel und in der links gelegenen Nische die Taufkapelle. Über dem Eingangsbereich ist eine hölzerne Empore mit der Orgel. Die Buntglasfenster im Altarraum wurden nach einem Entwurf von Rudolf Koch in der Nachkriegszeit geschaffen. Die Orgel mit 18 Registern und zwei Manualen wurde 1973 von Förster & Nicolaus hergestellt.
Die Kirche verfügt über zwei Glocken.
| Nr. | Nominal | Jahr |
| 1   | e1      | 1885 |
| 2   | gis1    |      |